# Ron Suresha
Ron Suresha (Autorenname Ron Jackson Suresha und Ron Jackson; * 8. Oktober 1958) ist ein US-amerikanischer Autor. Er schreibt vorwiegend Bücher über schwule und bisexuelle Männer. Suresha wurde in Detroit, Michigan, geboren.
Sureshas Buch Bears on Bears: Interviews & Discussions von 2002 enthält 25 Dialoge mit 57 Männer, die sich zur Bear Community zugehörig sehen. Zu ihnen gehören unter anderem der Komiker Bruce Vilanch, der Pornodarsteller Jack Radcliffe und der Star Richard Hatch aus der US-amerikanischen Sendung Survivor.
Gemeinsam mit Pete Chvany edierte Suresha 2006 das Sachbuch Bi Men:Coming Out Every Which Way. Suresha schrieb des Weiteren verschiedene Anthologien: Bearotica (2002), Bear Lust (2004) und BiGuys (2006). Sureshas zwei Anthologien über bisexuelle Männer waren Finalisten 2006 bei den Lambda Literary Awards.
Suresha und sein Ehemann Rocco Russo heirateten im Oktober 2004 in Provincetown, Massachusetts und leben gegenwärtig in New London, Connecticut.

## Sachbücher
- Mugs o' Joy: Delightful Hot Drinkables, 1998
- Bears on Bears: Interviews & Discussions Los Angeles: Alyson, 2002, ISBN 1-55583-578-3
- Bi Men: Coming Out Every Which Way. Binghamton, New York: Haworth, 2006, ISBN 1-56023-615-9 (ediert gemeinsam mit Pete Chvany)

## Romane
- Bearotica: Hot Hairy, Heavy Fiction, Los Angeles: Alyson Books, 2002, ISBN 1-55583-577-5
- Bear Lust: More Hot Hairy, Heavy Fiction, Los Angeles: Alyson Books, 2004, ISBN 1-55583-818-9
- Bi Guys: Firsthand Fiction for Bisexual Men and Their Admirers, Binghamton, New York: Haworth, 2006, ISBN 1-56023-614-0

## Anthologien  (Mitwirkender)
- Les K. Wright, The Bear Book: Readings in the History and Evolution of a Gay Male Subculture Binghamton, New York: Haworth, 1997, ISBN 1-56023-890-9
- Les K. Wright, The Bear Book II: Readings in the History and Evolution of a Gay Male Subculture Binghamton, New York: Haworth, 2001, ISBN 1-56023-165-3
- Greg Wharton und Ian Philips,. I Do/I Don't: Queers on Marriage San Francisco: Suspect Thoughts, 2004, ISBN 0-9746388-7-0

## Fiktive Anthologien (Mitwirkender)
- Tim Barela, How Real Men Do It. Minneapolis: Palliard, 2003, ISBN 1-884568-06-8 (Einleitung)
- Michael Huxley,  Men, Amplified. Herndon, VA: Starbooks, 2004, ISBN 1-891855-36-0